# European Computer Driving Licence

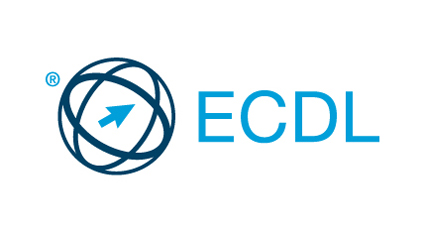
Logotipo de la Fundación ECDL

El European Computer Driving Licence (ECDL), también conocido como International Computer Digital Literacy (ICDL), es un programa de certificación de conocimientos informáticos que se identifica con la capacidad de manejar un ordenador personal con aplicaciones comunes y conocimientos esenciales de tecnología de la información (TI) a nivel de usuario general, dependiente de la ECDL Foundation, una organización sin ánimo de lucro.
Es un programa que pertenece al CEPIS (Council of European Professional Informatics Societies), el organismo que reúne a las asociaciones europeas de informática. España es uno de los países miembros y está representada por ATI, la Asociación de Técnicos de Informática. El programa incluye 7 exámenes; si apruebas los 4 básicos obtienes el "Diploma ECDL laboral start", si apruebas los 7 módulos requeridos obtienes el "Diploma ECDL laboral full standard".
ECDL / ICDL es una certificación reconocida a nivel global en las Tecnologías de la información y la comunicación (TIC). Aparte del nombre, no existe diferencia entre ECDL e ICDL y son reconocidas equivalentemente. En 2013 la Fundación ECDL anunció que más de 13 millones de personas de 100 países distintos se habían inscrito para utilizar el sistema.

## Historia
En 1995 el programa de certificación ECDL fue desarrollado a través del Council of European Professional Informatics Societies (CEPIS) y se recomendó por el European Commission High Level Group (ESDIS), para ser un sistema de certificación de ámbito europeo. El grupo de trabajo comparó varios esquemas nacionales de certificación y eligió la CDL de Finlandia como base para la puesta a prueba y posterior adopción en la ECDL.

## Descripción ICDL

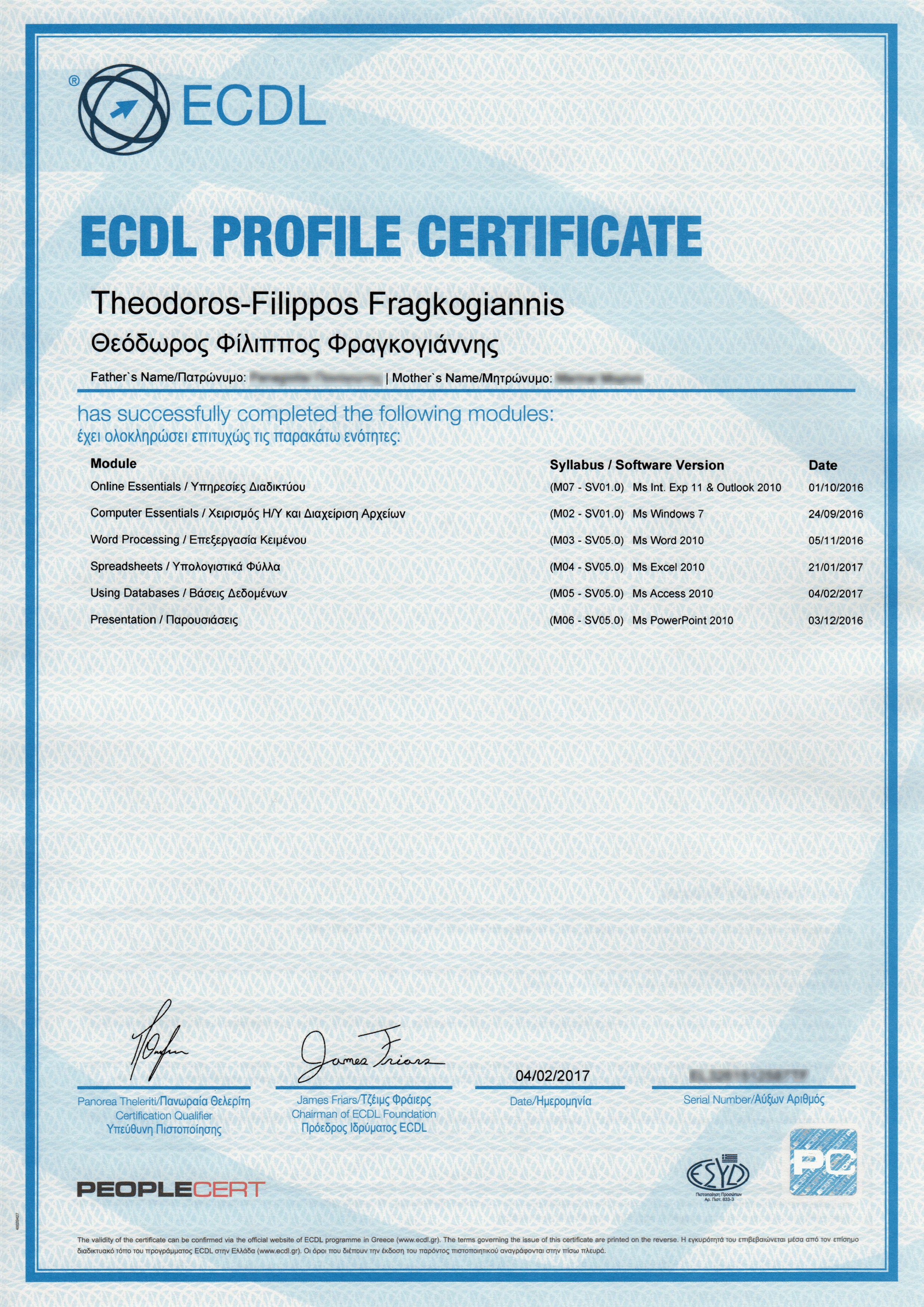
ECDL Profile certificación emitida en Grecia en febrero de 2017.

El conjunto de programas satisfacen las demandas del mundo digital actual. Ya sea que estés avanzando con módulos Laboral para alcanzar el estándar de habilidades digitales requeridas en todo lugar de trabajo o que estés buscando desarrollar habilidades más avanzadas para la efectividad ocupacional, ICDL tiene una amplia gama de módulos para elegir, para que puedas construir el conjunto de habilidades digitales ideal para tus necesidades. Cualquier persona, con independencia de su nivel académico y de su profesión, puede acreditar sus conocimientos y habilidades ofimáticas.

### Laboral
Para lograr el ICDL Laboral se debe realizar un examen presencial u online con ordenador que puede realizarse en cualquiera de los centros homologados que hay, denominados genéricamente "test centers", que sean en España o América Latina; se divide en pruebas correspondientes a tantos módulos, a saber: 
- Fundamentos de computación y aplicaciones en línea;
- Documentos;
- Hojas de cálculo;
- Presentaciones;
- Trabajo Colaborativo;
- Seguridad informática.[6]

### Profesional
Sin embargo los módulos ICDL Profesional son cinco con relación al número:
- Marketing digital;
- Planificación de proyectos;
- Fundamentos de análisis de datos;
- Fundamentos de programación;
- TIC para la educación.

### Perspectivas
Los nuevos módulos ICDL Perspectivas son:
- Cloud Computing;
- Internet of Things;
- Artificial Intelligence;
- Big Data;
- Blockchain (en fase de activación);
- Industry 4.0 (en fase de activación).

## Reconocimientos
Está reconocida en todo el mundo en 148 países (los exámenes están disponibles en 41 idiomas diferentes), con 24.000 centros de examen acreditados.
Estos son algunos de los organismos que reconocen y valoran especialmente la acreditación ICDL:

### En España
Ministerio de Industria, Energía y Turismo; Junta de Andalucía; Comunidad de Murcia; Ayuntamiento de Huesca; Sistema público de salud de La Rioja; Administración local de Bajadoz.
La Asociación de Técnicos de Informática (ATI) es el agente licenciatario de ICDL a nivel nacional.

### En el extranjero
Comisión Europea; UNESCO; Banco Mundial; OECD (Organización para la Cooperación y el Desarrollo Económicos); Ministerios de Educación de Austria, Holanda, Hungría, Italia y Polonia.